# Circoscrizione Marche (Camera dei deputati)
La circoscrizione Marche è una circoscrizione elettorale italiana per l'elezione della Camera dei deputati.

## Storia e territorio
La circoscrizione venne istituita dalla legge Mattarella (legge 4 agosto 1993, n. 277) e sostituiva la precedente circoscrizione Ancona-Pesaro-Macerata-Ascoli Piceno (o collegio di Ancona) in vigore per tutte le elezioni politiche in Italia dal 1948 al 1992. Fu confermata nelle successive legge Calderoli (legge 21 dicembre 2005, n. 270) e legge Rosato (legge 3 novembre 2017, n. 165).
Il territorio della circoscrizione coincide all'intera regione Marche.

## Dal 1993 al 2005
Con la legge Mattarella alla circoscrizione spettavano 16 seggi, di cui 12 eletti con collegi uninominali a turno unico e 4 eletti con sistema proporzionale.
L'attribuzione dei primi 12 seggi avveniva in base a un sistema maggioritario a turno unico plurality: veniva eletto parlamentare il candidato che avesse riportato la maggioranza relativa dei suffragi nel collegio. I rimanenti 4 seggi erano invece assegnati con un metodo proporzionale. Pertanto l'elettore godeva di una scheda elettorale separata per l'attribuzione dei seggi residui, a cui accedevano solo i partiti che avessero superato la soglia di sbarramento nazionale del 4%. Il calcolo dei seggi spettanti a ciascuna lista veniva effettuata nel collegio unico nazionale mediante il metodo Hare dei quozienti naturali e dei più alti resti; tali seggi venivano poi ripartiti, in ragione delle percentuali delle singole liste a livello locale, fra le 26 circoscrizioni plurinominali in cui era suddiviso il territorio nazionale, e all'interno delle quali i singoli candidati - che potevano corrispondere a quelli presentatisi nei collegi uninominali - venivano proposti in un sistema di liste bloccate senza possibilità di preferenze. Il meccanismo era però integrato dal metodo dello scorporo, volto a dar compensazione ai partiti minori fortemente danneggiati dall'uninominale: successivamente alla determinazione della soglia di sbarramento, ma antecedentemente al riparto dei seggi, alle singole liste venivano decurtati tanti voti quanti ne erano serviti a far eleggere i vincitori nell'uninominale - cioè i voti del secondo classificato più uno - i quali erano obbligati a collegarsi a una lista circoscrizionale.
Nel 1999 si svolsero elezioni suppletive per il collegio numero 6 del Senato nelle Marche. Il collegio era stato lasciato libero da Palmiro Ucchielli (Ulivo) eletto presidente della provincia di Pesaro e Urbino.

### Collegi uninominali
| Mappa | Collegio                     | Province e comuni |
| ----- | ---------------------------- | --- |
|       | 1 - Ascoli Piceno            | Provincia di Ascoli Piceno - Acquasanta Terme - Amandola - Appignano del Tronto - Arquata del Tronto - Ascoli Piceno - Castel di Lama - Castignano - Castorano - Colli del Tronto - Comunanza - Folignano - Force - Maltignano - Montefalcone Appennino - Montefortino - Montegallo - Montemonaco - Offida - Palmiano - Roccafluvione - Rotella - Santa Vittoria in Matenano - Smerillo - Spinetoli - Venarotta |
|       | 2 - San Benedetto del Tronto | Provincia di Ascoli Piceno - Acquaviva Picena - Altidona - Belmonte Piceno - Campofilone - Carassai - Cossignano - Cupra Marittima - Grottammare - Grottazzolina - Lapedona - Magliano di Tenna - Massignano - Monsampietro Morico - Monsampolo del Tronto - Montalto delle Marche - Monte Giberto - Monte Rinaldo - Monte Vidon Combatte - Montedinove - Montefiore dell'Aso - Monteleone di Fermo - Montelparo - Monteprandone - Monterubbiano - Montottone - Moresco - Ortezzano - Pedaso - Petritoli - Ponzano di Fermo - Ripatransone - San Benedetto del Tronto                                                                   |
|       | 3 - Fermo                    | Provincia di Ascoli Piceno - Falerone - Fermo - Francavilla d'Ete - Massa Fermana - Montappone - Monte San Pietrangeli - Monte Urano - Monte Vidon Corrado - Montegiorgio - Montegranaro - Porto San Giorgio - Porto Sant'Elpidio - Rapagnano - Sant'Elpidio a Mare - Servigliano - Torre San Patrizio |
|       | 4 - Macerata                 | Provincia di Macerata - Acquacanina - Belforte del Chienti - Bolognola - Caldarola - Camerino - Camporotondo di Fiastrone - Castelsantangelo sul Nera - Cessapalombo - Colmurano - Corridonia - Fiastra - Fiordimonte - Gualdo - Loro Piceno - Macerata - Mogliano - Monte Cavallo - Monte San Martino - Muccia - Penna San Giovanni - Petriolo - Pieve Torina - Pievebovigliana - Pollenza - Ripe San Ginesio - San Ginesio - Sant'Angelo in Pontano - Sarnano - Serrapetrona - Serravalle di Chienti - Tolentino - Urbisaglia - Ussita - Visso                                                                                        |
|       | 5 - Civitanova Marche        | Provincia di Ancona - Loreto Provincia di Macerata - Civitanova Marche - Monte San Giusto - Montecosaro - Montelupone - Morrovalle - Porto Recanati - Potenza Picena - Recanati |
|       | 6 - Osimo                    | Provincia di Ancona - Castelfidardo - Filottrano - Osimo Provincia di Macerata - Apiro - Appignano - Castelraimondo - Cingoli - Esanatoglia - Fiuminata - Gagliole - Matelica - Montecassiano - Montefano - Pioraco - Poggio San Vicino - San Severino Marche - Sefro - Treia |
|       | 7 - Ancona                   | Provincia di Ancona - Agugliano - Ancona - Camerano - Numana - Offagna - Polverigi - Sirolo |
|       | 8 - Jesi                     | Provincia di Ancona - Arcevia - Belvedere Ostrense - Camerata Picena - Castelbellino - Castelplanio - Cerreto d'Esi - Cupramontana - Fabriano - Genga - Jesi - Maiolati Spontini - Mergo - Monsano - Monte Roberto - Morro d'Alba - Poggio San Marcello - Rosora - San Marcello - San Paolo di Jesi - Santa Maria Nuova - Sassoferrato - Serra San Quirico - Staffolo |
|       | 9 - Senigallia               | Provincia di Ancona - Barbara - Castel Colonna - Castelleone di Suasa - Chiaravalle - Corinaldo - Falconara Marittima - Monte San Vito - Montecarotto - Montemarciano - Monterado - Ostra - Ostra Vetere - Ripe - Senigallia - Serra de' Conti |
|       | 10 - Pesaro                  | Provincia di Pesaro-Urbino - Colbordolo - Gabicce Mare - Gradara - Mombaroccio - Monteciccardo - Montelabbate - Pesaro - Sant'Angelo in Lizzola - Tavullia |
|       | 11 - Urbino                  | Provincia di Pesaro-Urbino - Acqualagna - Apecchio - Auditore - Belforte all'Isauro - Borgo Pace - Cagli - Cantiano - Carpegna - Casteldelci - Fermignano - Fratte Rosa - Frontino - Frontone - Lunano - Macerata Feltria - Maiolo - Mercatello sul Metauro - Mercatino Conca - Monte Cerignone - Monte Grimano Terme - Montecalvo in Foglia - Montecopiolo - Novafeltria - Peglio - Pennabilli - Pergola - Petriano - Piandimeleto - Pietrarubbia - Piobbico - San Leo - San Lorenzo in Campo - Sant'Agata Feltria - Sant'Angelo in Vado - Sassocorvaro - Sassofeltrio - Serra Sant'Abbondio - Talamello - Tavoleto - Urbania - Urbino |
|       | 12 - Fano                    | Provincia di Pesaro-Urbino - Barchi - Cartoceto - Fano - Fossombrone - Isola del Piano - Mondavio - Mondolfo - Monte Porzio - Montefelcino - Montemaggiore al Metauro - Orciano di Pesaro - Piagge - Saltara - San Costanzo - San Giorgio di Pesaro - Sant'Ippolito - Serrungarina |

### XII legislatura

#### Risultati elettorali
| Coalizioni         | Liste                              | Proporzionale | Proporzionale | Proporzionale | Maggioritario | Maggioritario | Maggioritario |
| Coalizioni         | Liste                              | Voti          | %             | Seggi         | Voti          | %             | Seggi         |
| ------------------ | ---------------------------------- | ------------- | ------------- | ------------- | ------------- | ------------- | ------------- |
| Progressisti       | Partito Democratico della Sinistra | 294.477       | 28,94         | 1             | 426.374       | 42,52         | 12            |
| Progressisti       | Rifondazione Comunista             | 88.557        | 8,70          | -             | 426.374       | 42,52         | 12            |
| Progressisti       | Federazione dei Verdi              | 37.260        | 3,66          | -             | 426.374       | 42,52         | 12            |
| Progressisti       | Partito Socialista Italiano        | 24.394        | 2,40          | -             | 426.374       | 42,52         | 12            |
| Progressisti       | Alleanza Democratica               | 22.298        | 2,19          | -             | 426.374       | 42,52         | 12            |
| Progressisti       | La Rete                            | 15.913        | 1,56          | -             | 426.374       | 42,52         | 12            |
| Forza Italia       | Forza Italia                       | 200.454       | 19,70         | 1             | 178.293       | 17,78         | -             |
| Patto per l'Italia | Partito Popolare Italiano          | 174.656       | 17,16         | 1             | 217.899       | 21,73         | -             |
| Alleanza Nazionale | Alleanza Nazionale                 | 159.526       | 15,68         | 1             | 180.250       | 17,97         | -             |
| Totale             | Totale                             | 1.017.535     |               | 4             | 1.002.816     |               | 12            |

#### Eletti

##### Parte proporzionale
| Partito Democratico della Sinistra | Forza Italia    | Partito Popolare Italiano | Alleanza Nazionale |
| ---------------------------------- | --------------- | ------------------------- | ------------------ |
|                                    |                 |                           |                    |
| - Nilde Iotti                      | - Antonio Guidi | - Paolo Polenta           | - Giulio Conti     |

##### Parte maggioritaria
Eletti nei Progressisti (PDS - PRC - FdV - PSI - Rete - AD)
| Collegio                 | Deputato | Deputato          | Partito                              |
| ------------------------ | -------- | ----------------- | ------------------------------------ |
| Ascoli Piceno            |          | Giovanni Ferrante | Partito Democratico della Sinistra   |
| San Benedetto del Tronto |          | Italo Cocci       | Partito della Rifondazione Comunista |
| Fermo                    |          | Fabrizio Cesetti  | Partito Democratico della Sinistra   |
| Macerata                 |          | Valerio Calzolaio | Partito Democratico della Sinistra   |
| Civitanova Marche        |          | Paola Mariani     | Partito Democratico della Sinistra   |
| Osimo                    |          | Luigi Giacco      | Partito Socialista Italiano          |
| Ancona                   |          | Eugenio Duca      | Partito Democratico della Sinistra   |
| Jesi                     |          | Primo Galdelli    | Partito della Rifondazione Comunista |
| Senigallia               |          | Luciana Sbarbati  | Alleanza Democratica                 |
| Pesaro                   |          | Vittorio Emiliani | Partito Socialista Italiano          |
| Urbino                   |          | Maria Lenti       | Partito della Rifondazione Comunista |
| Fano                     |          | Palmiro Ucchielli | Partito Democratico della Sinistra   |

### XIII legislatura

#### Risultati elettorali
| Coalizioni            | Liste                              | Proporzionale | Proporzionale | Proporzionale | Maggioritario | Maggioritario | Maggioritario |
| Coalizioni            | Liste                              | Voti          | %             | Seggi         | Voti          | %             | Seggi         |
| --------------------- | ---------------------------------- | ------------- | ------------- | ------------- | ------------- | ------------- | ------------- |
| L'Ulivo               | Partito Democratico della Sinistra | 286.773       | 28,72         | 1             | 407.441       | 41,71         | 9             |
| L'Ulivo               | Popolari per Prodi                 | 60.378        | 6,05          | -             | 407.441       | 41,71         | 9             |
| L'Ulivo               | Rinnovamento Italiano              | 53.304        | 5,34          | -             | 407.441       | 41,71         | 9             |
| L'Ulivo               | Federazione dei Verdi              | 26.997        | 2,70          | -             | 407.441       | 41,71         | 9             |
| Polo per le Libertà   | Forza Italia                       | 173.704       | 17,40         | 1             | 399.835       | 40,93         | 1             |
| Polo per le Libertà   | Alleanza Nazionale                 | 162.633       | 16,29         | 1             | 399.835       | 40,93         | 1             |
| Polo per le Libertà   | CCD-CDU                            | 79.834        | 8,00          | 1             | 399.835       | 40,93         | 1             |
| Progressisti          | Rifondazione Comunista             | 103.805       | 10,40         | -             | 121.848       | 12,47         | 2             |
| Lista Pannella-Sgarbi | Lista Pannella-Sgarbi              | 18.800        | 1,88          | -             | 1.842         | 0,19          | -             |
| Lega Nord             | Lega Nord                          | 14.617        | 1,46          | -             | 15.491        | 1,59          | -             |
| Fiamma Tricolore      | Fiamma Tricolore                   | 12.002        | 1,20          | -             | 26.140        | 2,68          | -             |
| Per le Marche         | Per le Marche                      | 5.545         | 0,56          | -             | 4.317         | 0,44          | -             |
| Totale                | Totale                             | 998.392       |               | 4             | 976.914       |               | 12            |

#### Eletti

##### Parte proporzionale
| Partito Democratico della Sinistra | Forza Italia        | Alleanza Nazionale | CCD-CDU              |
| ---------------------------------- | ------------------- | ------------------ | -------------------- |
|                                    |                     |                    |                      |
| - Nilde Iotti                      | - Maurizio Bertucci | - Giulio Conti     | - Stefano Bastianoni |

##### Parte maggioritaria
Eletti nell'Ulivo (DS - P-S-P-U-P - RI - FdV)
     Eletti nei Progressisti (PRC)
     Eletti nel Polo per le Libertà (FI - AN - CCD-CDU)
| Collegio                 | Deputato | Deputato             | Partito                                            |
| ------------------------ | -------- | -------------------- | -------------------------------------------------- |
| Ascoli Piceno            |          | Paolo Polenta        | Partito Popolare Italiano                          |
| San Benedetto del Tronto |          | Gianluigi Scaltritti | Forza Italia                                       |
| Fermo                    |          | Fabrizio Cesetti     | Partito Democratico della Sinistra                 |
| Macerata                 |          | Valerio Calzolaio    | Partito Democratico della Sinistra                 |
| Civitanova Marche        |          | Paola Mariani        | Partito Democratico della Sinistra                 |
| Osimo                    |          | Luigi Giacco         | Federazione Laburista (PDS)                        |
| Ancona                   |          | Eugenio Duca         | Partito Democratico della Sinistra                 |
| Jesi                     |          | Primo Galdelli       | Partito della Rifondazione Comunista               |
| Senigallia               |          | Luciana Sbarbati     | Partito Repubblicano Italiano (Popolari per Prodi) |
| Pesaro                   |          | Francesco Merloni    | Partito Popolare Italiano                          |
| Urbino                   |          | Maria Lenti          | Partito della Rifondazione Comunista               |
| Fano                     |          | Pietro Gasperoni     | Partito Democratico della Sinistra                 |

### XIV legislatura

#### Risultati elettorali
| Coalizioni             | Liste                   | Proporzionale | Proporzionale | Proporzionale | Maggioritario | Maggioritario | Maggioritario |
| Coalizioni             | Liste                   | Voti          | %             | Seggi         | Voti          | %             | Seggi         |
| ---------------------- | ----------------------- | ------------- | ------------- | ------------- | ------------- | ------------- | ------------- |
| Casa delle Libertà     | Forza Italia            | 245.952       | 24,88         | 1             | 375.942       | 38,33         | 2             |
| Casa delle Libertà     | Alleanza Nazionale      | 144.395       | 14,61         | 1             | 375.942       | 38,33         | 2             |
| Casa delle Libertà     | CCD-CDU                 | 41.996        | 4,25          | -             | 375.942       | 38,33         | 2             |
| Casa delle Libertà     | Nuovo PSI               | 9.385         | 0,95          | -             | 375.942       | 38,33         | 2             |
| L'Ulivo                | Democratici di Sinistra | 222.176       | 22,48         | 1             | 505.436       | 51,53         | 10            |
| L'Ulivo                | La Margherita           | 148.955       | 15,07         | 1             | 505.436       | 51,53         | 10            |
| L'Ulivo                | Il Girasole             | 20.300        | 2,05          | -             | 505.436       | 51,53         | 10            |
| L'Ulivo                | Comunisti Italiani      | 18.656        | 1,89          | -             | 505.436       | 51,53         | 10            |
| Rifondazione Comunista | Rifondazione Comunista  | 56.304        | 5,70          | -             | N.D.          | N.D.          | N.D.          |
| Italia dei Valori      | Italia dei Valori       | 36.582        | 3,70          | -             | 30.408        | 3,10          | -             |
| Lista Emma Bonino      | Lista Emma Bonino       | 19.164        | 1,94          | -             | 27.391        | 2,79          | -             |
| Democrazia Europea     | Democrazia Europea      | 14.821        | 1,50          | -             | 26.043        | 2,66          | -             |
| Repubblicani Europei   | Repubblicani Europei    | 7.997         | 0,81          | -             | 15.600        | 1,59          | -             |
| Paese Nuovo            | Paese Nuovo             | 1.094         | 0,11          | -             | N.D.          | N.D.          | N.D.          |
| Abolizione Scorporo    | Abolizione Scorporo     | 602           | 0,06          | -             | N.D.          | N.D.          | N.D.          |
| Totale                 | Totale                  | 988.379       |               | 4             | 980.820       |               | 12            |

#### Eletti

##### Parte proporzionale
| Forza Italia        | Democratici di Sinistra | La Margherita       | Alleanza Nazionale |
| ------------------- | ----------------------- | ------------------- | ------------------ |
|                     |                         |                     |                    |
| - Maurizio Bertucci | - Marisa Abbondanzieri  | - Roberto Giachetti | - Giulio Conti     |

##### Parte maggioritaria
Eletti nell'Ulivo (DS - DL - Girasole - PdCI)
     Eletti nella Casa delle Libertà (FI - AN - LN - CCD-CDU)
| Collegio                 | Deputato | Deputato             | Partito  |
| ------------------------ | -------- | -------------------- | -------- |
| Ascoli Piceno            |          | Orlando Ruggieri     | DL       |
| San Benedetto del Tronto |          | Gianluigi Scaltritti | FI       |
| Fermo                    |          | Francesco Zama       | FI       |
| Macerata                 |          | Valerio Calzolaio    | DS       |
| Civitanova Marche        |          | Paola Mariani        | DS       |
| Osimo                    |          | Luigi Giacco         | DS       |
| Ancona                   |          | Eugenio Duca         | DS       |
| Jesi                     |          | Renato Galeazzi      | DS       |
| Senigallia               |          | Marco Lion           | FdV      |
| Pesaro                   |          | Renzo Lusetti        | DL (PPI) |
| Urbino                   |          | Armando Cossutta     | PdCI     |
| Fano                     |          | Pietro Gasperoni     | DS       |

## Dal 2005 al 2017
Con la legge elettorale Calderoli, alla circoscrizione Marche spettano 16 seggi eletti con sistema proporzionale.
Il sistema di assegnazione dei seggi avviene a seguito della attribuzione, nel collegio elettorale unico (escluso quindi la circoscrizione Estero), di un premio di maggioranza di 340 seggi alla coalizione vincente a livello nazionale (con soglie di sbarramento, limitazioni ecc.) e alla successiva suddivisione dei seggi guadagnati da ogni lista fra le varie circoscrizioni, in proporzione ai voti ottenuti da ogni lista locale.
Nel compiere tale riparto, essendo fisso e immutabile il numero totale di seggi assegnati a ogni lista, può verificarsi la necessità di variare il numero di seggi originariamente attribuiti alle singole circoscrizioni elettorali.

### XV legislatura

#### Risultati elettorali
|                               | L'Ulivo                                           | 400 008   | 39,14 | 7  |  |  |  |  |  |
|                               | Partito della Rifondazione Comunista              | 67 412    | 6,60  | 1  |  |  |  |  |  |
|                               | Partito dei Comunisti Italiani                    | 24 760    | 2,42  | 1  |  |  |  |  |  |
|                               | Rosa nel Pugno                                    | 20 490    | 2,00  | –  |  |  |  |  |  |
|                               | Italia dei Valori                                 | 20 141    | 1,97  | –  |  |  |  |  |  |
|                               | Federazione dei Verdi                             | 18 719    | 1,83  | 1  |  |  |  |  |  |
|                               | Popolari UDEUR                                    | 6 748     | 0,66  | –  |  |  |  |  |  |
|                               | Partito Pensionati                                | 6 055     | 0,59  | –  |  |  |  |  |  |
|                               | Totale coalizione                                 | 564 333   | 55,22 | 10 |  |  |  |  |  |
|                               | Forza Italia                                      | 194 692   | 19,05 | 3  |  |  |  |  |  |
|                               | Alleanza Nazionale                                | 146 463   | 14,33 | 2  |  |  |  |  |  |
|                               | Unione dei Democratici Cristiani e di Centro      | 81 773    | 8,00  | 1  |  |  |  |  |  |
|                               | Lega Nord – MPA                                   | 10 572    | 1,03  | –  |  |  |  |  |  |
|                               | Fiamma Tricolore                                  | 7 764     | 0,76  | –  |  |  |  |  |  |
|                               | Democrazia Cristiana per le Autonomie – Nuovo PSI | 6 589     | 0,64  | –  |  |  |  |  |  |
|                               | Alternativa Sociale                               | 6 352     | 0,62  | –  |  |  |  |  |  |
|                               | Ecologisti Democratici                            | 1 918     | 0,19  | –  |  |  |  |  |  |
|                               | No Euro                                           | 1 557     | 0,15  | –  |  |  |  |  |  |
|                               | Totale coalizione                                 | 457 680   | 44,78 | 6  |  |  |  |  |  |
| Totale                        | Totale                                            | 1 022 013 | 100   | 16 |  |  |  |  |  |
|                               |                                                   |           |       |    |  |  |  |  |  |
| Voti non validi               | Voti non validi                                   | 30 456    | 2,89  |    |  |  |  |  |  |
| Votanti                       | Votanti                                           | 1 052 469 | 86,43 |    |  |  |  |  |  |
| Elettori                      | Elettori                                          | 1 217 783 |       |    |  |  |  |  |  |
|                               |                                                   |           |       |    |  |  |  |  |  |
| Fonte: Ministero dell'interno |                                                   |           |       |    |  |  |  |  |  |

#### Eletti
| L'Ulivo | Partito della Rifondazione Comunista                | Partito dei Comunisti Italiani                                                | Federazione dei Verdi                    |
| --- | --------------------------------------------------- | ----------------------------------------------------------------------------- | ---------------------------------------- |
| |                                                     |                                                                               |                                          |
| - → Romano Prodi - Massimo Vannucci - Maria Paola Merloni - Fabrizio Morri - Oriano Giovanelli - Renzo Lusetti - Claudio Maderloni - Renato Galeazzi | - → Fausto Bertinotti - Andrea Ricci                | - → Oliviero Diliberto - Rosalba Cesini                                       | - → Alfonso Pecoraro Scanio - Marco Lion |
| Forza Italia | Alleanza Nazionale                                  | Unione dei Democratici Cristiani e di Centro                                  |                                          |
| |                                                     |                                                                               |                                          |
| - → Silvio Berlusconi - Giorgio La Malfa - Remigio Ceroni - Simone Baldelli                                                                          | - → Gianfranco Fini - Carlo Ciccioli - Giulio Conti | - → Pier Ferdinando Casini - → Luisa Capitanio Santolini - Alessandro Forlani |                                          |

1. ↑  Opta per la circoscrizione Emilia-Romagna
2. ↑  Opta per la circoscrizione Piemonte 1
3. ↑  Opta per la circoscrizione Sicilia 1
4. ↑  Opta per la circoscrizione Campania 2
5. ↑  Opta per la circoscrizione Campania 1
6. ↑  Opta per la circoscrizione Emilia-Romagna
7. ↑  Opta per la circoscrizione Lombardia 1
8. ↑  Opta per la circoscrizione Umbria

### XVI legislatura

#### Risultati elettorali
|                               | Partito Democratico                   | 405 063   | 41,43 | 7  |  |  |  |  |  |
|                               | Italia dei Valori                     | 43 999    | 4,50  | 1  |  |  |  |  |  |
|                               | Totale coalizione                     | 449 062   | 45,93 | 8  |  |  |  |  |  |
|                               | Il Popolo della Libertà               | 342 507   | 35,03 | 6  |  |  |  |  |  |
|                               | Lega Nord                             | 21 572    | 2,21  | 1  |  |  |  |  |  |
|                               | Totale coalizione                     | 364 079   | 37,24 | 7  |  |  |  |  |  |
|                               | Unione di Centro                      | 59 846    | 6,12  | 1  |  |  |  |  |  |
|                               | La Destra - Fiamma Tricolore          | 33 565    | 3,43  | –  |  |  |  |  |  |
|                               | La Sinistra l'Arcobaleno              | 29 603    | 3,03  | –  |  |  |  |  |  |
|                               | Partito Comunista dei Lavoratori      | 8 409     | 0,86  | –  |  |  |  |  |  |
|                               | Partito Socialista                    | 7 372     | 0,75  | –  |  |  |  |  |  |
|                               | Forza Nuova                           | 6 370     | 0,65  | –  |  |  |  |  |  |
|                               | Sinistra Critica                      | 5 323     | 0,54  | –  |  |  |  |  |  |
|                               | Per il Bene Comune                    | 4 460     | 0,46  | –  |  |  |  |  |  |
|                               | Associazione per la Difesa della Vita | 4 067     | 0,42  | –  |  |  |  |  |  |
|                               | Partito Liberale Italiano             | 2 908     | 0,30  | –  |  |  |  |  |  |
|                               | Unione Democratica per i Consumatori  | 2 564     | 0,26  | –  |  |  |  |  |  |
| Totale                        | Totale                                | 977 628   | 100   | 16 |  |  |  |  |  |
|                               |                                       |           |       |    |  |  |  |  |  |
| Voti non validi               | Voti non validi                       | 33 293    | 3,29  |    |  |  |  |  |  |
| Votanti                       | Votanti                               | 1 010 921 | 82,94 |    |  |  |  |  |  |
| Elettori                      | Elettori                              | 1 218 803 |       |    |  |  |  |  |  |
|                               |                                       |           |       |    |  |  |  |  |  |
| Fonte: Ministero dell'interno |                                       |           |       |    |  |  |  |  |  |

#### Eletti
| Partito Democratico | Il Popolo della Libertà | Unione di Centro                                                     |
| --- | --- | -------------------------------------------------------------------- |
| | |                                                                      |
| - Maria Paola Merloni - Oriano Giovanelli - Lapo Pistelli - Luciano Agostini - Massimo Vannucci - Letizia De Torre - Mario Cavallaro | - → Silvio Berlusconi - → Gianfranco Fini - Giorgio La Malfa - Remigio Ceroni - Carlo Ciccioli - Simone Baldelli - Claudio Barbaro - Ignazio Abrignani | - → Pier Ferdinando Casini - → Ferdinando Adornato - Amedeo Ciccanti |
| Italia dei Valori | Lega Nord |                                                                      |
| | |                                                                      |
| - → Antonio Di Pietro - David Favia                                                                                                  | - → Umberto Bossi - → Luca Paolini - Matteo Brigandì                                                                                                   |                                                                      |

1. ↑  Opta per la circoscrizione Molise
2. ↑  Opta per la circoscrizione Emilia-Romagna
3. ↑  Opta per la circoscrizione Liguria
4. ↑  Opta per la circoscrizione Abruzzo
5. ↑  Opta per la circoscrizione Molise
6. ↑  Opta per la circoscrizione Lombardia 1
7. ↑  Opta per la circoscrizione Toscana

### XVII legislatura

#### Risultati elettorali
|                               | Movimento 5 Stelle               | 298 114   | 32,13 | 3  |  |  |  |  |  |
|                               | Partito Democratico              | 256 886   | 27,69 | 9  |  |  |  |  |  |
|                               | Sinistra Ecologia Libertà        | 27 744    | 2,99  | 1  |  |  |  |  |  |
|                               | Centro Democratico               | 3 572     | 0,39  | –  |  |  |  |  |  |
|                               | Totale coalizione                | 288 202   | 31,06 | 10 |  |  |  |  |  |
|                               | Il Popolo della Libertà          | 162 480   | 17,51 | 2  |  |  |  |  |  |
|                               | Fratelli d'Italia                | 19 993    | 2,15  | –  |  |  |  |  |  |
|                               | La Destra                        | 6 543     | 0,71  | –  |  |  |  |  |  |
|                               | Lega Nord                        | 6 405     | 0,69  | –  |  |  |  |  |  |
|                               | Moderati in Rivoluzione          | 1 474     | 0,16  | –  |  |  |  |  |  |
|                               | Totale coalizione                | 196 895   | 21,22 | 2  |  |  |  |  |  |
|                               | Scelta Civica                    | 78 210    | 8,43  | 1  |  |  |  |  |  |
|                               | Unione di Centro                 | 16 737    | 1,80  | –  |  |  |  |  |  |
|                               | Futuro e Libertà per l'Italia    | 4 021     | 0,43  | –  |  |  |  |  |  |
|                               | Totale coalizione                | 98 968    | 10,67 | 1  |  |  |  |  |  |
|                               | Rivoluzione Civile               | 20 342    | 2,19  | –  |  |  |  |  |  |
|                               | Fare per Fermare il Declino      | 9 749     | 1,05  | –  |  |  |  |  |  |
|                               | Partito Comunista dei Lavoratori | 6 040     | 0,65  | –  |  |  |  |  |  |
|                               | Forza Nuova                      | 3 919     | 0,42  | –  |  |  |  |  |  |
|                               | Io Amo l'Italia                  | 3 411     | 0,37  | –  |  |  |  |  |  |
|                               | CasaPound                        | 2 127     | 0,23  | –  |  |  |  |  |  |
| Totale                        | Totale                           | 927 767   | 100   | 16 |  |  |  |  |  |
|                               |                                  |           |       |    |  |  |  |  |  |
| Voti non validi               | Voti non validi                  | 28 490    | 2,98  |    |  |  |  |  |  |
| Votanti                       | Votanti                          | 956 257   | 79,84 |    |  |  |  |  |  |
| Elettori                      | Elettori                         | 1 197 752 |       |    |  |  |  |  |  |
|                               |                                  |           |       |    |  |  |  |  |  |
| Fonte: Ministero dell'interno |                                  |           |       |    |  |  |  |  |  |

#### Eletti
| Partito Democratico | Movimento 5 Stelle                                          | Il Popolo della Libertà               |
| --- | ----------------------------------------------------------- | ------------------------------------- |
| |                                                             |                                       |
| - Enrico Letta - Emanuele Lodolini - Marco Marchetti - Mariastella Bianchi - Irene Manzi - Luciano Agostini - Piergiorgio Carrescia - Paolo Petrini - Alessia Morani | - Donatella Agostinelli - Andrea Cecconi - Patrizia Terzoni | - Simone Baldelli - Ignazio Abrignani |
| Sinistra Ecologia Libertà | Scelta Civica                                               |                                       |
| |                                                             |                                       |
| - → Laura Boldrini - Lara Ricciatti | - Valentina Vezzali                                         |                                       |

1. ↑  Opta per la circoscrizione Sicilia 2

## Dal 2017

### Collegi elettorali

#### Dal 2017 al 2020
Alla circoscrizione sono attribuiti 16 seggi: 6 sono assegnati mediante sistema maggioritario, in altrettanti collegi uninominali; 10 mediante sistema proporzionale, all'interno di due collegi plurinominali.
| Collegi plurinominali | Collegi plurinominali | Collegi uninominali                                           |
| --------------------- | --------------------- | ------------------------------------------------------------- |
|                       | Marche - 01           | - 01 - Ascoli Piceno - 02 - Civitanova Marche - 03 - Macerata |
|                       | Marche - 02           | - 04 - Ancona - 05 - Fano - 06 - Pesaro                       |

#### Dal 2020
In seguito alla riforma costituzionale del 2020 in tema di riduzione del numero dei parlamentari, alla circoscrizione sono attribuiti 10 seggi: 4 sono assegnati mediante sistema maggioritario, in altrettanti collegi uninominali; 6 mediante sistema proporzionale, all'interno di un unico collegio plurinominale.
| Collegio plurinominale | Collegio plurinominale | Collegi uninominali                                              |
| ---------------------- | ---------------------- | ---------------------------------------------------------------- |
|                        | Marche - 01            | - 01 - Ascoli Piceno - 02 - Macerata - 03 - Ancona - 04 - Pesaro |

### XVIII legislatura

#### Risultati elettorali
|                            | Movimento 5 Stelle                   | 316 451   | 35,55 | 4  | 316 451 | 35,55 | 5 |  |  |
|                            | Lega                                 | 153 664   | 17,26 | 2  | 293 901 | 33,02 | 1 |  |  |
|                            | Forza Italia                         | 88 334    | 9,92  | 1  | 293 901 | 33,02 | 1 |  |  |
|                            | Fratelli d'Italia                    | 43 514    | 4,89  | 1  | 293 901 | 33,02 | 1 |  |  |
|                            | Noi con l'Italia – UDC               | 8 389     | 0,94  | –  | 293 901 | 33,02 | 1 |  |  |
|                            | Partito Democratico                  | 189 723   | 21,32 | 2  | 215 844 | 24,25 | – |  |  |
|                            | +Europa                              | 17 272    | 1,94  | –  | 215 844 | 24,25 | – |  |  |
|                            | Italia Europa Insieme                | 5 283     | 0,59  | –  | 215 844 | 24,25 | – |  |  |
|                            | Civica Popolare                      | 3 566     | 0,40  | –  | 215 844 | 24,25 | – |  |  |
|                            | Liberi e Uguali                      | 26 251    | 2,95  | –  | 26 251  | 2,95  | – |  |  |
|                            | CasaPound                            | 10 115    | 1,14  | –  | 10 115  | 1,14  | – |  |  |
|                            | Potere al Popolo!                    | 9 855     | 1,11  | –  | 9 855   | 1,11  | – |  |  |
|                            | Il Popolo della Famiglia             | 7 770     | 0,87  | –  | 7 770   | 0,87  | – |  |  |
|                            | Partito Comunista                    | 7 620     | 0,86  | –  | 7 620   | 0,86  | – |  |  |
|                            | Partito Valore Umano                 | 1 241     | 0,14  | –  | 1 241   | 0,14  | – |  |  |
|                            | Lista del Popolo per la Costituzione | 988       | 0,11  | –  | 988     | 0,11  | – |  |  |
| Totale                     | Totale                               | 890 036   | 100   | 10 | 890 036 | 100   | 6 |  |  |
|                            |                                      |           |       |    |         |       |   |  |  |
| Schede bianche             | Schede bianche                       | 10 961    | 1,20  |    |         |       |   |  |  |
| Schede nulle               | Schede nulle                         | 14 129    | 1,54  |    |         |       |   |  |  |
| Votanti                    | Votanti                              | 915 126   | 76,91 |    |         |       |   |  |  |
| Elettori                   | Elettori                             | 1 189 916 |       |    |         |       |   |  |  |
|                            |                                      |           |       |    |         |       |   |  |  |
| Fonte: Camera dei deputati |                                      |           |       |    |         |       |   |  |  |

#### Eletti

##### Eletti nei collegi uninominali
Eletti nel Movimento 5 Stelle
     Eletti nella coalizione di centro-destra (Lega - FI - FdI - NcI-UDC)
| Collegio uninominale | Eletto | Eletto            | Partito |
| -------------------- | ------ | ----------------- | ------- |
| 1. Ascoli Piceno     |        | Roberto Cataldi   | M5S     |
| 2. Civitanova Marche |        | Mirella Emiliozzi | M5S     |
| 3. Macerata          |        | Tullio Patassini  | Lega    |
| 4. Ancona            |        | Patrizia Terzoni  | M5S     |
| 5. Fano              |        | Maurizio Cattoi   | M5S     |
| 6. Pesaro            |        | Andrea Cecconi    | M5S     |

1. ↑  In data 21.06.2022 aderisce al gruppo Insieme per il Futuro.
2. ↑  In data 30.07.2022 aderisce al gruppo misto, non iscritti.
3. ↑  Già espulso dal partito prima delle elezioni, aderisce al gruppo misto, non iscritti; in data 20.04.2018 alla componente «MAIE-Movimento Associativo Italiani all'Estero-Sogno Italia»; in data 18.02.2019 torna nei non iscritti; in data 19.02.2019 aderisce alla componente «Europeisti-MAIE-PSI»; in data 10.03.2021 alla componente «Facciamo Eco-Federazione dei Verdi»; in data 29.07.2021 torna nei non iscritti; in data 1º agosto 2021 torna nella componente «MAIE-PSI-Facciamoeco».

##### Eletti nei collegi plurinominali
| Collegio plurinominale | M5S                                    | Partito Democratico | Lega                   | Forza Italia      | Fratelli d'Italia     |
| ---------------------- | -------------------------------------- | ------------------- | ---------------------- | ----------------- | --------------------- |
| Collegio plurinominale |                                        |                     |                        |                   |                       |
| Marche - 01            | - Rachele Silvestri - Paolo Giuliodori | - Mario Morgoni     | - Giorgia Latini       | - Simone Baldelli | - Francesco Acquaroli |
| Marche - 02            | - Roberto Rossini - Martina Parisse    | - Alessia Morani    | - Luca Rodolfo Paolini | –                 | –                     |

1. ↑  In data 09.01.2020 aderisce al gruppo misto, non iscritti; in data 19.03.2021 a Fratelli d'Italia.
2. ↑  In data 19.02.2021 aderisce al gruppo misto, non iscritti; in data 23.02.2021 alla componente «Alternativa».
3. ↑  Dimissionaria in data 10.11.2020 (nominata assessore della giunta regionale delle Marche); le subentra Mauro Lucentini in data 11.11.2020.
4. ↑  Dimissionario in data 22.10.2020 (eletto presidente della regione Marche); gli subentra Lucia Albano in pari data.
5. ↑  In data 27.05.2021 aderisce a Coraggio Italia; in data 23.06.2022 aderisce al gruppo misto, non iscritti; in data 07.07.2022 alla componente «Coraggio Italia».

### XIX legislatura

#### Risultati elettorali
|                               | Fratelli d'Italia                                       | 222 122   | 29,14 | 2 | 340 153 | 44,63 | 4 |  |  |
|                               | Lega per Salvini Premier                                | 60 402    | 7,93  | 1 | 340 153 | 44,63 | 4 |  |  |
|                               | Forza Italia                                            | 51 709    | 6,78  | – | 340 153 | 44,63 | 4 |  |  |
|                               | Noi Moderati                                            | 5 920     | 0,78  | – | 340 153 | 44,63 | 4 |  |  |
|                               | Partito Democratico - Italia Democratica e Progressista | 155 269   | 20,37 | 2 | 203 392 | 26,69 | – |  |  |
|                               | Alleanza Verdi e Sinistra                               | 25 341    | 3,33  | – | 203 392 | 26,69 | – |  |  |
|                               | +Europa                                                 | 19 136    | 2,51  | – | 203 392 | 26,69 | – |  |  |
|                               | Impegno Civico – Centro Democratico                     | 3 646     | 0,48  | – | 203 392 | 26,69 | – |  |  |
|                               | Movimento 5 Stelle                                      | 103 534   | 13,58 | 1 | 103 534 | 13,58 | – |  |  |
|                               | Azione - Italia Viva                                    | 56 434    | 7,40  | – | 56 434  | 7,40  | – |  |  |
|                               | Italexit                                                | 20 053    | 2,63  | – | 20 053  | 2,63  | – |  |  |
|                               | Italia Sovrana e Popolare                               | 10 742    | 1,41  | – | 10 742  | 1,41  | – |  |  |
|                               | Unione Popolare                                         | 10 422    | 1,37  | – | 10 422  | 1,37  | – |  |  |
|                               | Partito Comunista Italiano                              | 8 225     | 1,08  | – | 8 225   | 1,08  | – |  |  |
|                               | Vita                                                    | 6 489     | 0,85  | – | 6 489   | 0,85  | – |  |  |
|                               | Alternativa per l'Italia (PdF - Exit)                   | 2 690     | 0,35  | – | 2 690   | 0,35  | – |  |  |
| Totale                        | Totale                                                  | 762 134   | 100   | 6 | 762 134 | 100   | 4 |  |  |
|                               |                                                         |           |       |   |         |       |   |  |  |
| Schede bianche                | Schede bianche                                          | 13 136    | 1,65  |   |         |       |   |  |  |
| Schede nulle                  | Schede nulle                                            | 21 784    | 2,73  |   |         |       |   |  |  |
| Votanti                       | Votanti                                                 | 797 054   | 68,39 |   |         |       |   |  |  |
| Elettori                      | Elettori                                                | 1 165 397 |       |   |         |       |   |  |  |
|                               |                                                         |           |       |   |         |       |   |  |  |
| Data: 25 settembre 2022       |                                                         |           |       |   |         |       |   |  |  |
| Fonte: Ministero dell'interno |                                                         |           |       |   |         |       |   |  |  |

#### Eletti

##### Eletti nei collegi uninominali
Eletti nella coalizione di coalizione di centro-destra (FdI - LSP - FI - NM)
| Collegio uninominale | Eletto | Eletto                    | Partito |
| -------------------- | ------ | ------------------------- | ------- |
| 01 - Ascoli Piceno   |        | Francesco Battistoni      | FI      |
| 02 - Macerata        |        | Giorgia Latini            | LSP     |
| 03 - Ancona          |        | Stefano Benvenuti Gostoli | FdI     |
| 04 - Pesaro          |        | Mirco Carloni             | LSP     |

##### Eletti nei collegi plurinominali
| Collegio plurinominale | Fratelli d'Italia                 | Partito Democratico           | Movimento 5 Stelle | Lega per Salvini Premier     |
| ---------------------- | --------------------------------- | ----------------------------- | ------------------ | ---------------------------- |
| Collegio plurinominale |                                   |                               |                    |                              |
| Marche - 01            | - Lucia Albano - Antonio Baldelli | - Augusto Curti - Irene Manzi | - Giorgio Fede     | - Riccardo Augusto Marchetti |